# Drei Tage Angst (1998)
Drei Tage Angst ist ein deutscher Fernsehfilm aus dem Jahr 1998. Er wurde am 11. April 1998 im ZDF erstausgestrahlt.

## Handlung
Linda Kohler leidet an Agoraphobie. Seit fünf Jahren hat sie ihr einsam gelegenes Haus nicht verlassen. Ihren Beruf als Börsenmaklerin übt sie per Computer von zuhause aus aus. Als die Verbrecher Telly, Theo und Nils bei ihr einbrechen, muss sie ihre Angst überwinden. Nils ist ein ehemaliger Kollege von ihr und zwingt sie, für das Trio illegale Finanzgeschäfte durchzuführen. Nur weil Linda ihre Angst überwindet, kann sie die Verbrecher letztlich nach drei Tagen bezwingen.

## Kritiken
Die Fernsehzeitschrift Prisma urteilte über das Werk: „Diese mißlungene Mischung aus Thriller und Liebesgeschichte geht auf das Konto von Klaus Knoesel. […] Dieser Streifen ist wirklich ein absoluter Tiefpunkt: Schlechte Schauspieler, selten dämliche Dialoge und ein saumäßiges Drehbuch, an dem die Prämisse – eine Frau, die Agoraphobie leidet, lebt in einem Haus, das von Feldern umgeben ist – schon dermaßen daneben ist, dass man den ganzen Rest erst recht nicht glaubt.“
TV Wunschliste urteilte positiver und sah ein „spannendes Psychospiel mit gut gebauter Story und einem exzellenten Ralf Bauer.“
TV Spielfilm sah einen „Psycho-Schocker mit einer brillanten Schweins“.